# 日及
日及是传说中的异牛。其肉割掉可以再生，這種牛在西域大月氏。也是木槿的别名。

## 文獻记载
- 《玄中记》：“大月氏有牛，名曰日及，割取肉一、二斤，明日疮愈。汉人入国，示之以为异珍。”
- 《尔雅·释草》：“椴，木槿；榇，木槿。”晋郭璞注：“或呼日及，亦曰王蒸。”
- 《文选·陆机》：“譬日及之在条，恒虽尽而弗悟。”李周翰注：“日及，木槿华也，朝荣夕落。”
- 明李时珍《本草纲目·木三·木槿》：“此花朝开暮落，故名日及。”一说，朝菌的别名。